# Никола Бизумић
Никола Бизумић (Нерадин, 1823 – Лондон, 1906) је био српски проналазач и изумитељ ручне машинице за шишање.

## Биографија
Никола Бизумић је рођен у сиромашној породици у Нерадину 1823. године. После школовања у родном месту отишао је у Ириг да учи берберски занат. У Иригу је дошао на идеју да конструише машину која би унапредила берберску делатност, односно убрзала поступак приликом шишања. Код свог мајстора није наишао на разумевање, па га је напустио и прешао у Руму, где је 1836. године положио калфенски испит. Ни ту није наишао на разумевање и подршку нити је успео да прибави 100 форинти да би направио и патентирао своју замисао.
Готово празног новчаника напустио је завичај 1855. године и отишао у Лондон. У Лондону је нашао финансијере за свој изум који је убрзо почео да се производи и извози. Већ 1865. су бербернице широм Европе за шишање користиле изум Николе Бизумића.
Употреба ручне машинице за шишање је опала са појавом електричне машинице за шишање.
Никола Бизумић је у Уједињеном Краљевству био познат под именом Џон Смит (енгл. John Smith). Због заслуга и пословне предузимљивости добио је племићку титулу. Умро је 1906. године као веома богат човек.